# Süchbaatar (stad)

Süchbaatar (mongoliska: Сүхбаатар; ryska: Сухэ-Батор, Suche-Bator) är en stad i nordligaste Mongoliet på gränsen mot Ryssland vid floden Orchon nära den plats där denna flod rinner samman med Selenga. Staden är en station på den transmongoliska järnvägen. Den är huvudort i provinsen Selenge. Den grundades 1940 och är uppkallad efter den mongoliske befälhavaren Damdiny Süchbaatar.